# Stanford (Illinois)
Stanford es una villa ubicada en el condado de McLean en el estado estadounidense de Illinois. En el Censo de 2010 tenía una población de 596 habitantes y una densidad poblacional de 347,61 personas por km².

## Geografía
Stanford se encuentra ubicada en las coordenadas 40°25′55″N 89°13′15″O / 40.43194, -89.22083. Según la Oficina del Censo de los Estados Unidos, Stanford tiene una superficie total de 1.71 km², de la cual 1.71 km² corresponden a tierra firme y (0%) 0 km² es agua.

## Demografía
Según el censo de 2010, había 596 personas residiendo en Stanford. La densidad de población era de 347,61 hab./km². De los 596 habitantes, Stanford estaba compuesto por el 97.65% blancos, el 0.84% eran afroamericanos, el 0.34% eran amerindios, el 0.17% eran asiáticos, el 0% eran isleños del Pacífico, el 0% eran de otras razas y el 1.01% pertenecían a dos o más razas. Del total de la población el 2.01% eran hispanos o latinos de cualquier raza.